# Osmotski tlak
Osmotski tlak je minimalni tlak koji je potrebno primijeniti na otopinu kako bi se spriječio unutarnji protok čistog otapala kroz polupropusnu membranu. Također se definira kao mjera sklonosti otopine da unese čisto otapalo osmozom. Potencijalni osmotski tlak je maksimalni osmotski tlak koji bi se mogao razviti u otopini koja je od čistog otapala odvojena polupropusnom membranom.
Osmoza nastaje kada su dvije otopine koje sadrže različite koncentracije otopljene tvari razdvojene selektivno propusnom membranom. Molekule otapala prolaze prvenstveno kroz membranu iz otopine niske koncentracije u otopinu s višom koncentracijom otopljene tvari. Prijenos molekula otapala nastavit će se sve dok se ne postigne ravnoteža.

## Teorija i mjerenje
Jacobus van 't Hoff pronašao je kvantitativni odnos između osmotskog tlaka i koncentracije otopljene tvari, izražen u sljedećoj jednadžbi:
{\displaystyle \Pi =icRT}
gdje je {\displaystyle \Pi } osmotski tlak, i je van 't Hoffov indeks, c je množinska koncentracija otopljene tvari, R je idealna plinska konstanta, a T je apsolutna temperatura (obično u kelvinima). Ova formula se primjenjuje kada je koncentracija otopljene tvari dovoljno niska da se otopina može tretirati kao idealna otopina. Proporcionalnost koncentraciji znači da je osmotski tlak koligativno svojstvo. Ova formula slična je sa jednadžbom stanja idealnog plina u obliku {\textstyle P={\frac {n}{V}}RT=c_{\text{gas}}RT} gdje je n ukupna množina molekula plina u volumenu V, a n / V molarna koncentracija molekula plina. Harmon Northrop Morse i Frazer pokazali su da se jednadžba primjenjuje na koncentriranije otopine ako je jedinica koncentracije molalna, a ne molarna; pa kada se koristi molalitet ova jednadžba je nazvana Morseova jednadžba.
Za koncentriranije otopine van 't Hoffova jednadžba može se proširiti kao niz koncentracije otopljene tvari, c. U prvoj aproksimaciji,
{\displaystyle \Pi =\Pi _{0}+Ac^{2}}
gdje je {\displaystyle \Pi _{0}} idealan tlak, a A je empirijski parametar. Vrijednost parametra A (i parametara iz aproksimacija višeg reda) može se koristiti za izračunavanje Pitzerovih parametara. Empirijski parametri se koriste za kvantificiranje ponašanja otopina ionskih i neionskih tvari koje nisu idealne otopine u termodinamičkom smislu.
Pfefferov osmometar razvijen je za mjerenje osmotskog tlaka.

## Primjena
Mjerenje osmotskog tlaka može se koristiti za određivanje molekulske mase.
Osmotski tlak važan je čimbenik koji utječe na biološke stanice. Osmoregulacija je mehanizam homeostaze organizma za postizanje ravnoteže osmotskog tlaka.
- Hipertoničnost je prisutnost otopine koja uzrokuje smanjenje stanica.
- Hipotoničnost je prisutnost otopine koja uzrokuje bubrenje stanica.
- Izotoničnost je prisutnost otopine koja ne uzrokuje promjenu volumena stanice.

Kada je biološka stanica u hipotoničnom okruženju, unutrašnjost stanice nakuplja vodu, voda teče kroz staničnu membranu u stanicu, uzrokujući njeno širenje. U biljnim stanicama stanična stijenka ograničava širenje, što rezultira pritiskom na staničnu stijenku iznutra koji se naziva turgor. Pritisak turgora omogućuje zeljastim biljkama da stoje uspravno. To je također odlučujući čimbenik za to kako biljke reguliraju otvor svojih puči. U životinjskim stanicama prekomjerni osmotski tlak može rezultirati citolizom.
Osmotski tlak osnova je filtriranja ("povratna osmoza"), procesa koji se obično koristi u pročišćavanju vode. Voda koju treba pročistiti stavlja se u komoru i stavlja pod tlak veći od osmotskog tlaka kojeg stvaraju voda i otopljene tvari u njoj. Dio komore otvara se prema različito propusnoj membrani koja propušta molekule vode, ali ne i čestice otopljene tvari. Osmotski tlak oceanske vode je oko 27 atm. Reverzna osmoza desalinizira slatku vodu iz morske slane vode.

## Derivacija van 't Hoffove formule
Razmotrimo sustav u točki kada je dosegao ravnotežu. Uvjet za to je da je kemijski potencijal otapala (budući da samo ono slobodno teče prema ravnoteži) na obje strane membrane jednak. Odjeljak koji sadrži čisto otapalo ima kemijski potencijal od {\displaystyle \mu ^{0}(p)}, gdje je {\displaystyle p} pritisak. S druge strane, u odjeljku koji sadrži otopljenu tvar, kemijski potencijal otapala ovisi o molarnom udjelu otapala, {\displaystyle 0<x_{v}<1} . Osim toga, ovaj odjeljak može podnijeti drugačiji pritisak, {\displaystyle p'}. Stoga možemo zapisati kemijski potencijal otapala kao {\displaystyle \mu _{v}(x_{v},p')}. Ako napišemo {\displaystyle p'=p+\Pi } ravnoteža kemijskog potencijala je:
{\displaystyle \mu _{v}^{0}(p)=\mu _{v}(x_{v},p+\Pi ).}
Ovdje se razlika u tlaku dva odjeljka {\displaystyle \Pi \equiv p'-p} definira kao osmotski tlak koji vrše otopljene tvari. Zadržavajući tlak, dodavanje otopljene tvari smanjuje kemijski potencijal ( entropijski učinak ). Stoga se tlak otopine mora povećati kako bi se nadoknadio gubitak kemijskog potencijala.
Kako bi se pronašao {\displaystyle \Pi } (osmotski tlak), smatramo da je došlo do ravnoteže između otopine koja sadrži otopljenu tvar i čiste vode.
{\displaystyle \mu _{v}(x_{v},p+\Pi )=\mu _{v}^{0}(p).}
Lijevu stranu možemo napisati kao:
{\displaystyle \mu _{v}(x_{v},p+\Pi )=\mu _{v}^{0}(p+\Pi )+RT\ln(\gamma _{v}x_{v})} ,
gdje je {\displaystyle \gamma _{v}} koeficijent aktivnosti otapala. Produkt {\displaystyle \gamma _{v}x_{v}} je također poznat kao aktivnost otapala, što je za vodu aktivnost vode {\displaystyle a_{w}}. Dodatak tlaku izražava se kroz izraz za energiju širenja:
{\displaystyle \mu _{v}^{o}(p+\Pi )=\mu _{v}^{0}(p)+\int _{p}^{p+\Pi }\!V_{m}(p')\,dp',}
gdje je {\displaystyle V_{m}} molarni volumen (m³/mol). Umetanje gore predstavljenog izraza u jednadžbu kemijskog potencijala za cijeli sustav i preuređivanje će dobivamo:
{\displaystyle -RT\ln(\gamma _{v}x_{v})=\int _{p}^{p+\Pi }\!V_{m}(p')\,dp'.}
Ako je tekućina nestlačiva, molarni volumen je konstantan, {\displaystyle V_{m}(p')\equiv V_{m}}, a integral postaje {\displaystyle \Pi V_{m}} . Dakle, dobivamo:
{\displaystyle \Pi =-(RT/V_{m})\ln(\gamma _{v}x_{v}).}
Koeficijent aktivnosti je funkcija koncentracije i temperature, ali u slučaju razrijeđenih smjesa često je vrlo blizu 1,0, pa je
{\displaystyle \Pi =-(RT/V_{m})\ln(x_{v}).}
Molarni udio otopljene tvari, {\displaystyle x_{s}}, je {\displaystyle 1-x_{v}}, dakle {\displaystyle \ln(x_{v})} može se zamijeniti sa {\displaystyle \ln(1-x_{s})}, koji, kada {\displaystyle x_{s}} je mala, može se aproksimirati sa {\displaystyle -x_{s}}:
{\displaystyle \Pi =(RT/V_{m})x_{s}.}
Molarni udio {\displaystyle x_{s}} je {\displaystyle n_{s}/(n_{s}+n_{v})}. Kada je {\displaystyle x_{s}} mali, može se aproksimirati s {\displaystyle x_{s}=n_{s}/n_{v}}. Također, molarni volumen {\displaystyle V_{m}} može se napisati kao volumen po molu, {\displaystyle V_{m}=V/n_{v}} . Kombinacija ovih daje sljedeće:
{\displaystyle \Pi =cRT.}
Za vodene otopine soli mora se uzeti u obzir ionizacija. Na primjer, 1 mol NaCl ionizira u 2 mola iona.